# 太魯閣峽谷馬拉松
太魯閣峽谷馬拉松（英語：Taroko Gorge Marathon）是每年十一月於中華民國花蓮縣舉行的馬拉松賽；賽事2000年創辦，因冠名贊助之故，又稱雲朗觀光太魯閣馬拉松。
2015年的賽事有1萬2千名選手，參加全程42.195公里的約有3000人，半程21.0975公里的約有6000人，迷你馬拉松5公里的則約3000人參賽。外籍選手有500多人。
2020、2021年的賽事因受到2019冠狀病毒病疫情影響而不開放境外選手報名參賽，其中2021年的賽事延期至2022年3月舉行。

## 外部連結
- 官方网站
- 太魯閣峽谷馬拉松的Facebook專頁